# Международное общество культурно-деятельностных исследований
Междунаро́дное о́бщество культу́рно-де́ятельностных иссле́дований (The International Society For Cultural And Activity Research, ISCAR) — научное психологическое объединение, целью которого является содействие развитию междисциплинарных теоретических и практических исследований социальных, культурных и исторических аспектов деятельности человека и координация исследований в этих сферах его участниками. В основе исследований лежат психологические теории, впервые сформулированные в 1920—1930-х представителями школы Выготского: собственно, Л. С. Выготским, а также — А. Н. Леонтьевым, А. Р. Лурией, М. М. Бахтиным и С. Л. Рубинштейном.

## История
В 1920—1970-х деятельность школы культурно-исторической психологии была связана с Москвой и СССР в целом и поэтому ознакомится с ней можно было, как правило, только имея связь с её представителями. Публикации по культурно-исторической психологии и психологии деятельности стали известны за пределами СССР в 1970-х в виде переводов и вторичных источников. Публикации сделали школу международно известной, однако контакты с её представителями и в этот период оставались недостаточными. Процесс интеграции представителей школы в мировое сообщество начался в 1980-х, когда было организовано Международное общество культурных исследований и теории деятельности (ISCRAT). С 1986 проводились Конференции по социокультурным исследованиям. В результате их официального объединения 19 июня 2002 и  возник ISCAR. Одной из целей создания общества было избежать изоляции, которая часто наблюдается, когда возникают группы с общими научными взглядами, оторванные от других в силу научных или политических традиций.

## Деятельность
Под патронажем ISCAR проходят разные научные и обучающие мероприятия, среди которых:
- Международные конгрессы: 
  - в Севилье, Испания, 2005
  - в Калифорнийском университете (Сан-Диего), США, 2008[3]
  - в Риме, Италия, 2011[4],.
- Международные чтения памяти Л. С. Выготского (совместно с Международной Ассоциацией Выготского, Институтом Психологии им. Выготского и Фондом Выготского).
- Летняя школа по теории деятельности и формирующему воздействию, проводится c 2010 в Хельсинки.
- Международный летний университет ISCAR в Москве проводится с 2010 совместно с Московским городским психолого-педагогическим университетом.

## ISCAR в России
Россия включена в региональное российско-украинское отделение ISCAR. Российско-украинской секцией в Исполнительном комитете ISCAR руководит В. В. Рубцов; российским отделением — А. А. Марголис.

## Научные журналы, аффилированные с ISCAR
- «Mind, Culture, and Activity»
- «Culture & Psychology»
- «Critical Practice Studies — Outlines»
- «Nordiske Udkast»
- «Ethos»
- «Journal of Intercultural Communication Research».
- «Культурно-историческая психология»